# 臺北市政府兵役局
臺北市政府兵役局（簡稱臺北市兵役局），是臺北市政府所屬一級機關。

## 歷史演變
兵役局原為省轄市之兵役科。
1967年7月1日，隨本市升格為院轄市兵役科，院轄市之中仍列為本府之一級單位，執行兵役行政業務，其他院轄市為市政府二級單位。
1968年1月1日，奉行政院之命令，兵役科改組為臺北市兵役處，隸屬於民政局之下，改列為本府之二級單位。本處組織規程奉行政院核定，役政業務分四科掌理，編制員額54員，另編配僱用「計件計資人員」26員，共計80員。
1969年3月，本府「組織調整考察小組」蒞處考察，本處以現行組織體系與編制員額，經試行年餘，殊感不便，爰專案建議，請修正隸屬系統為本府一級單位。
1970年，經本府連同隸屬於民政局之地政處改隸本府之升格案併報行政院，行政院核准地政處升格為本府一級單位，本處升格案則未能核准。
1970年6月23日，行政院令核定本處增設主計室與人事室，並增加編制員額3員，共計編制員額57員。
1974年1月，陽明山管理局奉命縮編改組，本處納編該局5員列入正式編制員額，編制員額增至62員。
1976年，則依精簡政策，復減少編制員額2員與約僱員額4員，使編制員額減至60員，約僱員額22員，共計總額82員。
1979年9月6日，奉行政院核定，本處改為臺北市政府兵役處，為本府一級單位，員額不變。
1983年3月，部分職務調整職等，並增置股長9員、人事室副主任1員，編制員額仍維持60員不變。
1986年，行政院核定修正組織規程，下設臺北市軍人公墓管理所；該所於1987年8月1日正式成立。
1993年8月，為配合市府政風處改制，修正本處組織規程及編制，增設政風室。
1996年1月，增設秘書室，編制員額仍為60員，再依行政革新精簡計畫精減約僱人員為6員，總員額為66員。
2000年7月1日起，為因應替代役實施，本處組織規程及編制表奉核定修正，增設第五科，編制員額為86員。
2003年4月26日，奉核定依據《地方制度法》第27條第3項第2款規定辦理，配合《臺北市政府組織規程》廢止、制定《臺北市政府組織自治條例》，修正本處組織規程，編制員額為86員。
2006年3月1日，奉核定修正組織編制，配合軍人公墓管理所裁撤，將原五業務科整併修正為三科、一中心，將本處及原所屬軍人公墓管理所編制員額92人精簡為77人。
2011年12月20日，配合《臺北市政府組織自治條例》第六條，改制為「臺北市政府兵役局」，編制員額仍為77人。
2020年，兵役局啟用第一代局徽。

## 組織架構
首長
- 局長
  - 副局長
    - 主任秘書

內部單位
- 兵調體檢科：掌理全市役男兵籍調查、徵兵檢查、免役、禁役、緩徵、出境及僑民服役管理等事項。
- 徵集勤務科：掌理全市役男抽籤、徵集、提前退伍、替代役申請之審核及兵役宣傳慰勞等事項。
- 權益編管科：掌理全市現役人員與其家屬權益、軍墓管理、國民兵、替代役備役役男與後備軍人管理、督導考核各區公所役政業務之執行及其他兵役行政綜合事項。
- 替代役中心：掌理全市替代役政策研擬、人力運用、服勤督考與役男生活管理及生活輔導事項。
- 秘書室：掌理本局文書、檔案、出納、總務、財產管理、資訊、法制、公關、研考業務及不屬於其他各科室事項。
- 人事室：掌理本局人事業務。
- 會計室：掌理本局歲計、會計及統計業務。
- 政風室：掌理本局政風業務。

## 外部連結
- 臺北市政府兵役局 （页面存档备份，存于）（中文）（英文）